# Omar Aladio
Omar Aladio (Buenos Aires, Argentina, 1921 - ibídem, 5 d'agost de 1987) va ser un autor i primer actor còmic i dramàtic de ràdio i teatre argentí. Va ser valorat pels seus papers de malvat a la ràdio.

## Carrera
Va integrar la Companyia d'Atiliano Ortega Sanz juntament amb Ricardo Oriolo, on va actuar en ràdio-teatres a Radio Mitre. Poc temps després va formar la seva pròpia companyia ràdio-teatral.
Va ser el creador de l'anomenat "Circ Radial" entre 1954 i 1957, en reeditar tots els grans èxits de ràdio-teatre als circs i després de fer una obra cada nit, com El boyerito de la cara sucia, El león de Francia, El negro Tomás, Juan Barrientos, El apache argentino i Nazareno, entre d'altres. Amb aquest circ va debutar a Lanús. Posteriorment és contractat pel circ Gani de Necochea entre 1962 i 1963, passant pel de Mar del Plata, el de Tandil, i altres llocs més.
Amb la companyia de Juan Carlos Chiappe amb Totón Podestá, Aladio, es va consagrar com el malvat clàssic de la telefonia argentina després de l'obra Flachenzo el maleït. Al costat d'Audón López, aquell famós negre Faustino, va brillar una vegada més en aquest rol a Radio del Pueblo.
Els seus grans amics van ser els actors Adalberto Campos i Héctor Miranda, amb els qui va treballar tant en ràdio com al circ. La companyia de Miranda va ser l'última que havia quedat a Radio Argentina fins a la finalització del ràdio-teatre a Buenos Aires.
Al costat d'Héctor Bates van ser els autors dels ràdio-teatres Soy del 900 i El apache argentino el 1961, on es solia convidar a figures del tango com ara Azucena Maizani, acompanyada per José Servidio. També amb la seva companyia va estrenar l'obra Mate Cosido, encarnant al mulat Bonze.
Va escriure un poema de comiat titulat Ha muerto Radio Porteña que va ser llegit en la transmissió de tancament de la tradicional emissora.
En teatre a més dels ja esmentats en el circ, va actuar en les obres El Moreira, el gaucho immortal (1969) de la seva autoria, El Fantoche (1970) i Santos Vega.
Ja en els seus últims anys es va dedicar a la docència teatral, fins a la seva defunció per causes naturals el 5 d'agost de 1987. Les seves restes descansen en el panteó de SADAIC de l'Associació Argentina d'Actors del Cementiri de la Chacarita.

## Foto-novel·les
- El Paisajo Juan Sin Miedo, amb Héctor Miranda, per a la Revista Sospirs.